# Elisabeth Enseling
Elisabeth Enseling (* 12. November 1907 in Velen; † 5. Januar 1998 in Bonn) war eine deutsche Politikerin der CDU und Mitglied des Deutschen Bundestages.

## Leben
Enseling besuchte die Privatschule der Thuiner Franziskanerinnen, später die Städtische Handelsschule und die Höhere Abendschule in Essen. Im Jahr 1925 begann sie als Beamte im Postdienst in Darfeld tätig zu werden. Außerdem wurde Enseling Mitglied des Frauenausschusses und des Hauptvorstandes des Deutschen Postverbandes im Deutschen Beamtenbund.

## Politik
Bereits in der Weimarer Republik war Enseling politisch aktiv. Sie gehörte für das Zentrum in den Jahren 1932/33 dem Stadtrat von Essen an. Außerdem war sie Mitglied des Windthorstbundes. Am 2. April 1940 beantragte sie die Aufnahme in die NSDAP und wurde zum 1. Juli desselben Jahres aufgenommen (Mitgliedsnummer 8.127.081).
Zwischen 1939 und 1945 war sie als Postassistentin u. a. in den besetzten Niederlanden eingesetzt. Bei ihrer Rückkehr nach der am 4. Mai unterzeichneten Teilkapitulation der Wehrmacht für Nordwestdeutschland, Dänemark und die Niederlande wurde sie von britischen Truppen wegen des Mitführens von Briefen verhaftet.
Nach der NS-Zeit trat sie 1945 der CDU bei und war von 1964 bis 1979 Ratsmitglied der Stadt Bonn. Dem Deutschen Bundestag gehörte sie vom 28. April 1966, als sie für den verstorbenen Abgeordneten Gerhard Philipp nachrückte, bis 1969 an. Im Bundesparlament war sie seit Mai 1966 ordentliches Mitglied im Innenausschuss und im Postausschuss.
In Bonn wurde eine Straße nach ihr benannt.